# Neopolyptychus prionites
Neopolyptychus prionites là một loài bướm đêm thuộc họ Sphingidae. Loài này có ở các khu rừng vùng đất thấp và heavy woodland from Guinea to the Congo và miền tây Uganda.